# Rojen, Blagoevgrad
Rojen (în bulgară Рожен) este un sat în comuna Sandanski, regiunea Blagoevgrad,  Bulgaria. 

## Demografie
Componența etnică a satului Rojen
     Bulgari (94,73%)
     Nicio identificare (5,26%)
     Altele (0%)
La recensământul din 2011, populația satului Rojen era de 19 locuitori. Din punct de vedere etnic, majoritatea locuitorilor (94,73%) erau bulgari. Pentru 5,26% din locuitori nu este cunoscută apartenența etnică.